# زمین‌پتانسیل
زمین‌پتانسیل یا ژئوپتانسیل (انگلیسی: Geopotential) به پتانسیل میدان گرانشی زمین گفته می‌شود. این مفهوم برای راحتی اغلب به‌صورت انرژی پتانسیل منفی در واحد جرم تعریف می‌شود، به طوری که بردار گرانش به عنوان گرادیان ژئوپتانسیل بدون نفی به دست می‌آید. علاوه بر پتانسیل واقعی (ژئوپتانسیل)، یک پتانسیل نرمال فرضی و تفاوت آنها، پتانسیل آشفتگی، نیز قابل تعریف است.

## مفاهیم

تعادل بین نیروی گرانشی و گریز از مرکز در سطح زمین

در کاربردهای ژئوفیزیکی، گرانی (gravity) از گرانش (gravitation) متمایز می‌شود. گرانی به عنوان نیروی برآیند گرانش و نیروی گریز از مرکز ناشی از حرکت وضعی زمین تعریف می‌شود. به همین ترتیب، پتانسیل‌های اسکالر مربوط را می‌توان برای تشکیل یک پتانسیل مؤثر به نام ژئوپتانسیل یا {\displaystyle W} اضافه کرد. سطوح ژئوپتانسیل ثابت یا سطوح هم‌سطح ژئوپتانسیل، سطح زمین‌پتانسیل یا سطح هم‌زمین‌پتانسیل (گاهی به اختصار geop) نامیده می‌شود.
سطح دریای آزاد با زمین‌پتانسیل نزدیک به ۱، زمین‌واره نامیده می‌شود. چگونگی جمع‌شدن نیروی گرانش و نیروی گریز از مرکز به یک نیروی متعامد به ژئوئید در شکل نشان داده شده است (بدون مقیاس). در عرض جغرافیایی ۵۰ درجه، فاصله بین نیروی گرانش (رنگ قرمز در شکل) و نیروی عمودی محلی (خط سبز در شکل) در واقع ۰٫۰۹۸ درجه است. برای یک نقطه جرمی (اتمسفر) در حال حرکت، نیروی گریز از مرکز دیگر با نیروی گرانشی مطابقت ندارد و مجموع بُرداری دقیقاً متعامد با سطح زمین نیست. این علت تأثیر اثر کوریولیس در حرکت اتمسفری زمین است.